# Edith Biewend
Edith Biewend (* 30. März 1923 in Moers; † Februar 2005 in Berchtesgaden, Geburtsname Edith Baumgart) war eine deutsche Schriftstellerin.

## Leben und Wirken
Edith Biewend legte 1941 die Reifeprüfung ab. Während des Krieges Ausbildung zur Lehrerin, die sie 1945 in dem tschechischen Ort Brumov abschloss. Nach Flucht aus Mähren war sie als Lehrerin in Moers tätig und heiratete dort 1953 ihren Kollegen Hans Biewend und lebte ab 1966 als freie Schriftstellerin im Hofreitlehen in Schönau am Königssee. Zuletzt lebte sie unweit davon im Ortsteil Strub der Nachbargemeinde Bischofswiesen. 
Edith Biewend begann mit dem Schreiben 1955 und veröffentlichte zahlreiche Erzählungen und Romane für Kinder und Erwachsene. Sie war Mitglied des Autorenkreises Plesse.

## Auszeichnungen
- 1989: Ehrenring der Stadt Moers
- 1990: Verdienstorden des Landes Nordrhein-Westfalen[2]
- 1992 Graphikum-Literaturpreis

## Werke
- Schniefnase und Wetterfrosch, Stuttgart 1955
- Schniefnase und Wetterfrosch zu dritt, Stuttgart 1956
- Schniefnase und Wetterfrosch ziehen um, Stuttgart 1956
- So fein wie Mareiken, Stuttgart 1957
- Katrinchen in der Mühle, Stuttgart 1958
- Alles schwärmt für Tante Malchen, Stuttgart 1959
- Mein kleiner Bruder Kunibert, Stuttgart 1960
- Mädchen unterm Glockenspiel, Stuttgart 1964
- Als Nachbarn sind wir schwierig, Stuttgart 1965
- Unterwegs mit Tille, Heilbronn 1965
- Das Räuchermännchen, Heilbronn 1967
- Veilchen für Mascha, Heilbronn 1969
- Ein Bruder hält Wort, Wuppertal-Barmen 1970
- Kordula verändert sich, Wien [u. a.] 1970
- Die Nacht in Navojna, Heilbronn 1970
- Viel Freunde, viel Ehr, Heilbronn 1970
- Was ist los mit Kordula?, Wien [u. a.] 1970
- Maresi und ihr bester Freund, Wuppertal-Barmen 1971
- Bibulus, der kleine Koch, Göttingen 1972
- Gute Zeit für Sonnenuhren, Wuppertal-Barmen 1972
- Auf Danielas Spuren, Heilbronn 1973
- Heiligabend bei Jennifer, Wuppertal 1973
- Lieben ohne Illusion, Heilbronn 1974
- Schloß im Zwielicht, Heilbronn 1974
- Die blinden Fenster, Heilbronn 1975
- Kein Engel stritt für Böhmen, Heilbronn 1976
- Caroline reist nach Murrhardt, Heilbronn 1977
- Die Zeit mit Onkel Bodo, München 1977
- Gefährtin einer Sommerreise, München 1978
- Gleich links vom Kurfürstendamm, München 1979
- Letta, München 1980
- Muß selbst den Weg mir weisen, München 1981
- In bester Absicht, Basel 1982
- Kornblum oder Vom Wandern gegen die Traurigkeit, München 1984
- Das Teichrosenhaus, München 1988
- Der Amateur-Pädagoge, Göttingen 1989
- Die Leute vom Soostenbruch, München 1990
- Kein Löwenherz, Göttingen 1992
- Vertrieben aus der Erinnerung, München 1992
- Odyssee mit Josef, München 1995